# 모리 마야
모리 마야(일본어: 森 摩耶, 1985년 11월 23일 ~ )는 일본의 모델이다.